# لغز 1990 (مسلسل)
لغز 1990 مسلسل تلفزيوني كويتي من بطولة عبد الرحمن العقل، إبراهيم الحربي، وعلي جمعة، وزهرة الخرجي ، أُنتِج في عام 2022، وهو من تأليف الكاتب بندر السعيد ، ومن إخراج المخرج ثامر العسلاوي.

## طاقم العمل

### الممثلون
- عبد الرحمن العقل
- إبراهيم الحربي
- علي جمعة
- زهرة الخرجي
- ميس كمر
- عبد الله التركماني
- نادر الحساوي
- حسن إبراهيم
- محمد جابر ««ظهور خاص»»
- شوق
- مبارك سلطان
- أحمد مساعد
- في الشرقاوي ««ظهور خاص»»
- عبد الناصر الزاير ««ظهور خاص»»
- محمد عاشور
- أمل محمد

## ملخص القصة
تقع جريمة غامضة في جراج إحدى العقارات، فيتولى الضابط عادل التحقيق، والبحث عن ملابساتها، لتكشف عن ثلاث رجال أعمال تتضخم ثرواتهم بطريقة غير مشروعة، عن طريق التجارة في السلاح والأعضاء البشرية والمخدرات.